# Przewłoka (powiat parczewski)
Przewłoka – wieś w Polsce położona w województwie lubelskim, w powiecie parczewskim, w gminie Parczew. Leży nad Piwonią, przy drodze wojewódzkiej nr 815.
| SIMC    | Nazwa | Rodzaj  |
| ------- | ----- | ------- |
| 0016923 | Welin | kolonia |

Wieś szlachecka położona była w drugiej połowie XVI wieku w powiecie lubelskim województwa lubelskiego. W latach 1975–1998 miejscowość należała administracyjnie do województwa bialskopodlaskiego.
Wieś stanowi sołectwo w gminie Parczew. Według Narodowego Spisu Powszechnego z roku 2011 wieś liczyła 463 mieszkańców.
Wierni Kościoła rzymskokatolickiego należą do parafii św. Jana Chrzciciela w Parczewie.

## Historia
Wieś notowana w dokumentach historycznych w roku 1414, dziedzicami byli wówczas Bartłomiej oraz Anna córka Wawrzyńca z Przewłoki, żona Chwalisława z Blimowa.

Według registrów poborowych powiatu lubelskiego z r. 1531-33 wieś Przewłoka, w parafii Parczów, stanowiła własność szlachty bez kmieci, byli to: Jan względnie Mikołaj Chojecki, Stanisław Sasin, Wawrzyniec Rzewuski, Mikołaj Paszkowski, Gabriel Chojecki, Jan Niewęgłoski, odnotowano pobór z 1 łana oraz 1 młyna (Pawiński, Małopolska., 362). Dobra Przewłoka były w XIX wieku własnością hrabiego Scipio del Campo, które wziął po Firlejach. W 1546 roku wieś położona na granicy z Wielkim Księstwem Litewskim. Rzeka Piwonia, stanowiąca tu niegdyś granice województwa brzeskiego, dzieli ten majątek na dwie części, jedna zowie się Przewłoka Korona a druga Przewłoka Litwa (opis podaje Bronisław Chlebowski SgKP).

## Urodzeni w Przewłoce
- Aleksander Aleksandrowicz (1917–1992) – działacz ludowy i spółdzielczy, żołnierz Batalionów Chłopskich, poseł na Sejm PRL II kadencji.